# Telchinia ansorgei
Telchinia ansorgei is een vlinder uit de familie van de Nymphalidae. De wetenschappelijke naam van de soort is voor het eerst gepubliceerd in 1898 door Henley Grose-Smith.

## Verspreiding
De soort komt voor in Oost-Congo-Kinshasa, Oeganda, Kenia, Rwanda en Burundi.

## Waardplanten
De rups leeft op Scepocarpus hypselodendron (Urticaceae).